# Liste der Baudenkmäler in Eckental
Auf dieser Seite sind die Baudenkmäler in dem mittelfränkischen Markt Eckental zusammengestellt. Diese Tabelle ist eine Teilliste der Liste der Baudenkmäler in Bayern. Grundlage ist die Bayerische Denkmalliste, die auf Basis des Bayerischen Denkmalschutzgesetzes vom 1. Oktober 1973 erstmals erstellt wurde und seither durch das Bayerische Landesamt für Denkmalpflege geführt wird. Die folgenden Angaben ersetzen nicht die rechtsverbindliche Auskunft der Denkmalschutzbehörde.

## Ensembles

### Ensemble Ortskern Eschenau

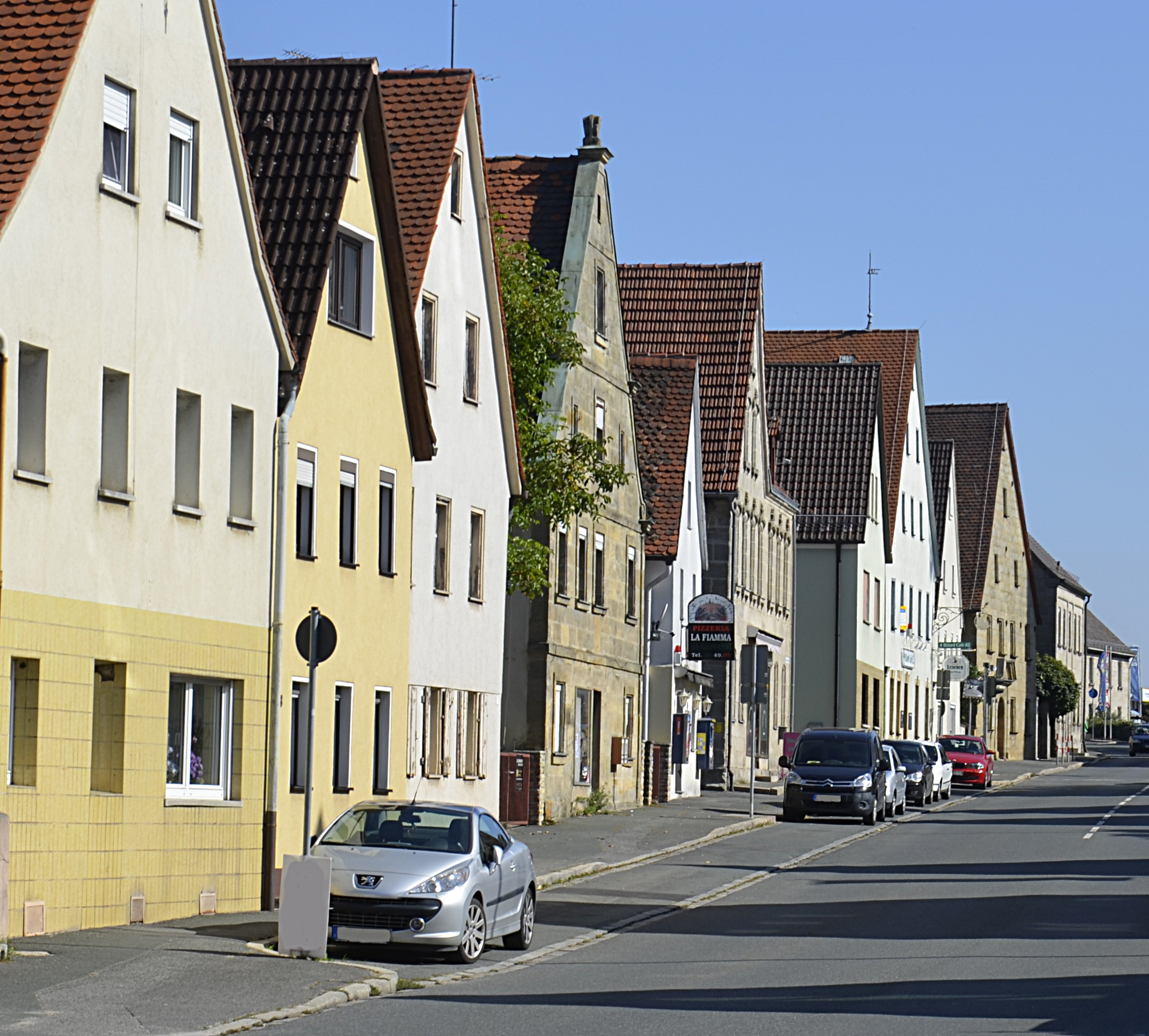
Ortskern Eschenau

Das Ensemble Ortskern Eschenau umfasst den ehemaligen Straßenmarkt Eschenau innerhalb der ost-westlichen Ausdehnung wie sie im 18. Jahrhundert gegeben war. Eschenau wurde 1050 erstmals urkundlich erwähnt, das Nürnberger Geschlecht der Weigel erhielt 1331 das Marktrecht. Der Straßenmarkt verläuft eben entlang einer Durchgangsstraße und weitet sich an der Abzweigung der Herrengasse, die zum ehemaligen Muffelschen Schloss führt, zu einem kleinen Platz auf, der von der Pfarrkirche aus dem 14./15. Jahrhundert dominiert wird. Der Straßenmarkt ist beidseitig mit zumeist zweigeschossigen, giebelständigen Satteldachhäusern des 18. Jahrhunderts bebaut. Den Bauern- und Handwerkerhäusern aus Sandsteinquadern sind rückwärtig traufständige Scheunen zugeordnet, die in einer Reihung den Ortsrand bilden. Diese städtebauliche Struktur ist nur noch am nördlichen Ortsrand erhalten. Die Bebauung wurde in der zweiten Hälfte des 19. Jahrhunderts durch traufständige Sandsteinquaderbauten verdichtet und teilweise erneuert. Die Neubauten an der Eschenauer Straße 14 bis 20 und 21 stören das überlieferte Ortsbild. Aktennummer: E-5-72-121-1.

## Baudenkmäler nach Ortsteilen

### Benzendorf
| Lage                                   | Objekt        | Beschreibung                                                                                 | Akten-Nr.              | Bild           |
| -------------------------------------- | ------------- | -------------------------------------------------------------------------------------------- | ---------------------- | -------------- |
| Benzendorf 10 (Standort)               | Wohnhaus      | Zweigeschossiger traufständiger Satteldachbau mit Hopfengauben, erste Hälfte 19. Jahrhundert | D-5-72-121-31 Wikidata | weitere Bilder |
| Benzendorf 10 (Standort)               | Hopfenscheune | Fachwerk, Einfahrt Sandstein, zweite Hälfte 19. Jahrhundert                                  | D-5-72-121-31          | weitere Bilder |
| Benzendorf, vor Haus Nr. 13 (Standort) | Kruzifix      | Holz, 19. Jahrhundert                                                                        | D-5-72-121-32 Wikidata | weitere Bilder |

### Brand
| Lage                                | Objekt                            | Beschreibung | Akten-Nr.              | Bild                                                 |
| ----------------------------------- | --------------------------------- | --- | ---------------------- | ---------------------------------------------------- |
| Brander Hauptstraße 12 (Standort)   | Sogenannter Gugelscher Herrensitz | Ehemaliger Herrensitz: zweigeschossiger Sandsteinquaderbau mit Mansardhalbwalmdach, Eckpilastern und Dachreiter, errichtet für Georg Ernst Finkler, 1750 | D-5-72-121-34 Wikidata | weitere Bilder                                       |
| Brander Hauptstraße 10 (Standort)   | Scheune                           | Fachwerkbau mit Steilsatteldach, nach 1821 | D-5-72-121-34 Wikidata | Scheune, Fachwerkbau mit Steilsatteldach, nach 1821. |
| Brander Hauptstraße 21 (Standort)   | Wohnhaus                          | Zweigeschossiger giebelständiger Sandsteinquaderbau mit Satteldach, Anfang 19. Jahrhundert                                                               | D-5-72-121-35 Wikidata | weitere Bilder                                       |
| Brander Hauptstraße 30 (Standort)   | Fachwerkscheune                   | 18./19. Jahrhundert | D-5-72-121-36 Wikidata | Fachwerkscheune                                      |
| Brander Hauptstraße 33 (Standort)   | Bauernanwesen: Wohnhaus           | eingeschossiger Sandsteinquaderbau mit Satteldach, mittleres 19. Jahrhundert                                                                             | D-5-72-121-37 Wikidata | weitere Bilder                                       |
| Nähe Brander Hauptstraße (Standort) | Bauernanwesen: Scheune            | Fachwerkbau mit Satteldach und Laube an der Giebelseite, 1740                                                                                            | D-5-72-121-37 Wikidata | BW                                                   |
| Fliederstraße 1 (Standort)          | Wohnhaus                          | Zweigeschossiger traufständiger Sandsteinquaderbau mit Satteldach und Zwerchhaus, Mitte 19. Jahrhundert                                                  | D-5-72-121-38 Wikidata | weitere Bilder                                       |
| Nelkenstraße 8 (Standort)           | Kleinbauernhaus                   | Eingeschossiger, giebelständiger Sandsteinquaderbau mit Satteldach, Mitte 19. Jahrhundert                                                                | D-5-72-121-39 Wikidata | weitere Bilder                                       |

### Brandermühle
| Lage                       | Objekt                      | Beschreibung | Akten-Nr.              | Bild           |
| -------------------------- | --------------------------- | --- | ---------------------- | -------------- |
| Brander Mühle 1 (Standort) | Brander Mühle: Mühle        | zweigeschossiger Sandsteinquaderbau mit Eckpilastern, Bänderung, Satteldach und Fachwerkgiebeln, bezeichnet „1791“ | D-5-72-121-40 Wikidata | weitere Bilder |
| Brander Mühle 1 (Standort) | Brander Mühle: Nebengebäude | erdgeschossiger Sandsteinquaderbau mit Satteldach, Mitte 19. Jahrhundert                                           | D-5-72-121-40 Wikidata | BW             |

### Büg
| Lage                                           | Objekt                            | Beschreibung | Akten-Nr.              | Bild           |
| ---------------------------------------------- | --------------------------------- | --- | ---------------------- | -------------- |
| Bügstraße 46 (Standort)                        | Wappenstein                       | reliefierter, farbig gefasster Sandstein, 18. Jahrhundert, über dem Türstock | D-5-72-121-52 Wikidata | weitere Bilder |
| Schlossplatz 1 (Standort)                      | Schloss Büg, ehemaliges Rittergut | Zweigeschossiger Sandsteinquaderbau mit Walmdach und übergiebeltem Mittelrisalit, Gesims- und Lisenengliederung und Freitreppe, anstelle des alten Wasserschlosses 1749–50 neu errichtet nach Plänen von Johann David Steingruber, Dach dendrochronologisch datiert 1847 | D-5-72-121-66 Wikidata | weitere Bilder |
| Schlossplatz 1 (Standort)                      | Einfriedung                       | reliefierte Sandsteinpfeiler mit Aufsätzen und Metallgitterzaun, 18./19. Jahrhundert | D-5-72-121-66          | BW             |
| Schlossplatz 3, 5, 7, 9, 11, 13, 15 (Standort) | Ehemalige Bedienstetenhäuser      | Geschlossene Reihe von sieben Kleinhäusern, 18. Jahrhundert, Umgestaltung 1794–1804 | D-5-72-121-67 Wikidata | weitere Bilder |

### Eckenhaid
| Lage                                  | Objekt                             | Beschreibung | Akten-Nr.              | Bild           |
| ------------------------------------- | ---------------------------------- | --- | ---------------------- | -------------- |
| Am Eckenhaider Schloss 1 (Standort)   | Ehemaliges Schloss, jetzt Gasthaus | Zweigeschossiger Walmdachbau mit hohem Sockelgeschoss und niedrigen Seitenflügeln, errichtet 1553, nach Zerstörung neu erbaut 1711 | D-5-72-121-42 Wikidata | weitere Bilder |
| Eckenhaider Hauptstraße 4 (Standort)  | Rest eines Wehrbaus                | 16./17. Jahrhundert | D-5-72-121-42 Wikidata | weitere Bilder |
| Birkenweg 8 (Standort)                | Wohnhaus                           | Zweigeschossiger Sandsteinquaderbau mit Satteldach und Hopfengauben, zweite Hälfte 19. Jahrhundert                                 | D-5-72-121-43 Wikidata | Wohnhaus       |
| Eckenhaider Hauptstraße 9 (Standort)  | Wohnhaus                           | Zweigeschossiger Sandsteinquaderbau mit Satteldach und Hopfengauben, zweite Hälfte 19. Jahrhundert                                 | D-5-72-121-44 Wikidata | weitere Bilder |
| Eckenhaider Hauptstraße 9 (Standort)  | Scheune                            | Fachwerk, 19. Jahrhundert | D-5-72-121-44 Wikidata | BW             |
| Eckenhaider Hauptstraße 15 (Standort) | Wohnhaus                           | Zweigeschossiger traufständiger Sandsteinquaderbau mit Satteldach, Mitte 19. Jahrhundert                                           | D-5-72-121-45 Wikidata | weitere Bilder |
| Eckenhaider Hauptstraße 28 (Standort) | Gasthaus Kavala                    | Zweigeschossiger giebelständiger Satteldachbau mit verputztem Fachwerkobergeschoss, Fachwerk, zweite Hälfte 18. Jahrhundert        | D-5-72-121-46 Wikidata | weitere Bilder |
| Jägerstraße (Standort)                | Ziehbrunnen                        | runde Sandsteinfassung mit zwei Sandsteinpfeilern und Überdachung auf Holzgerüst, 16./17. Jahrhundert                              | D-5-72-121-48 Wikidata | weitere Bilder |

### Eckenmühle
| Lage                    | Objekt               | Beschreibung                                                             | Akten-Nr.              | Bild           |
| ----------------------- | -------------------- | ------------------------------------------------------------------------ | ---------------------- | -------------- |
| Eckenmühle 1 (Standort) | Eckenmühle: Mühle    | zweigeschossiger Satteldachbau, teilweise Fachwerk, wohl 18. Jahrhundert | D-5-72-121-49 Wikidata | weitere Bilder |
| Eckenmühle 1 (Standort) | Eckenmühle: Backhaus | kleiner Sandsteinquaderbau mit Satteldach                                | D-5-72-121-49          | BW             |

### Eschenau
| Lage                                                     | Objekt                                                          | Beschreibung | Akten-Nr.               | Bild                 |
| -------------------------------------------------------- | --------------------------------------------------------------- | --- | ----------------------- | -------------------- |
| Bahnhofstraße 20, bei Streckenkilometer 18,80 (Standort) | Lokschuppen                                                     | Fachwerkbau mit Satteldach, um 1907/08 | D-5-72-121-92 Wikidata  | weitere Bilder       |
| Eschenauer Hauptstraße (Standort)                        | Scheune                                                         | erdgeschossiger, traufständiger Sandsteinquaderbau mit steilem Satteldach und korbbogiger Toreinfahrt, Mitte 19. Jh. | D-5-72-121-108          | BW                   |
| Eschenauer Hauptstraße 2 (Standort)                      | Ehemaliges Bauernhaus                                           | Zweigeschossiger Sandsteinquaderbau mit Satteldach, Zwerchhäusern und stichbogigen Fenstern, 1867 | D-5-72-121-100 Wikidata | weitere Bilder       |
| Eschenauer Hauptstraße 15 (Standort)                     | Scheune                                                         | Giebelständiger Fachwerkbau mit Satteldach und Schopfwalm, 18. Jahrhundert | D-5-72-121-1 Wikidata   | weitere Bilder       |
| Eschenauer Hauptstraße 19 (Standort)                     | Wohnhaus                                                        | Zweigeschossiger Sandsteinquaderbau mit Walmdach und Zwerchhaus, 1795 | D-5-72-121-2 Wikidata   | weitere Bilder       |
| Eschenauer Hauptstraße 19 (Standort)                     | Nebengebäude                                                    | zweigeschossiger Sandsteinquaderbau mit Fachwerkobergeschoss und Steilsatteldach, nach 182 | D-5-72-121-2 Wikidata   | BW                   |
| Eschenauer Hauptstraße 19 (Standort)                     | Hoftor                                                          | Sandsteinpfeiler mit Vasenaufsätzen, um 1800 | D-5-72-121-2 Wikidata   | BW                   |
| Eschenauer Hauptstraße 26 (Standort)                     | Pfarrhaus                                                       | Zweigeschossiger Sandsteinquader- und Fachwerkbau mit einseitigem Fußwalm, bezeichnet „1650“, im Kern vermutlich älter 1552/68 (dendrochronologisch datiert) | D-5-72-121-3 Wikidata   | weitere Bilder       |
| Eschenauer Hauptstraße 26 (Standort)                     | Einfriedung                                                     | Sandsteinquadermauer, 17. Jahrhundert | D-5-72-121-3 Wikidata   | weitere Bilder       |
| Eschenauer Hauptstraße 31 (Standort)                     | Scheune                                                         | Eingeschossiger Fachwerkbau mit Steilsatteldach, 18./frühes 19. Jahrhundert | D-5-72-121-122 Wikidata | weitere Bilder       |
| Eschenauer Hauptstraße 34 (Standort)                     | Wohnhaus                                                        | Zweigeschossiger giebelständiger Sandsteinquaderbau mit Steilsatteldach, bezeichnet „1615“ | D-5-72-121-4 Wikidata   | weitere Bilder       |
| Eschenauer Hauptstraße 34 (Standort)                     | Scheune                                                         | Fachwerkbau mit Steilsatteldach und Hopfengauben, 18./frühes 19. Jahrhundert | D-5-72-121-4            | BW                   |
| Eschenauer Hauptstraße 34 (Standort)                     | Nebengebäude                                                    | erdgeschossiger, schmaler Sandsteinquaderbau mit Steilsatteldach und Schleppgaube, zum Teil Fachwerk, Mitte 19. Jahrhundert | D-5-72-121-4            | BW                   |
| Eschenauer Hauptstraße 34 (Standort)                     | Hofmauer                                                        | Sandsteinquadermauer mit Satteldach, Korbbogentor und stichbogigem Fußgängerdurchlass, 17./18. Jahrhundert | D-5-72-121-4            | BW                   |
| Eschenauer Hauptstraße 35 (Standort)                     | Bauernhaus                                                      | Zweigeschossiges, verputztes Wohnstallhaus mit Satteldach, im Kern frühes 19. Jahrhundert, Umbau 1876, Aufstockung des Stallbereichs um 1900 | D-5-72-121-97 Wikidata  | weitere Bilder       |
| Eschenauer Hauptstraße 37 (Standort)                     | Ehemaliger Bauernhof: Wohnhaus                                  | zweigeschossiger giebelständiger Sandsteinquaderbau mit gestaffeltem Volutengiebel, um 1700 und zweite Hälfte 18. Jahrhundert | D-5-72-121-5 Wikidata   | weitere Bilder       |
| Eschenauer Hauptstraße 37a (Standort)                    | Ehemaliger Bauernhof: Scheune                                   | Sandsteinquaderbau mit Steilsatteldach und Fachwerkgiebeln, 18./frühes 19. Jahrhundert | D-5-72-121-5            | BW                   |
| Eschenauer Hauptstraße 37 (Standort)                     | Ehemaliger Bauernhof: Nebengebäude                              | erdgeschossiger Sandsteinquaderbau mit Steilsatteldach, Mitte 19. Jahrhundert | D-5-72-121-5            | BW                   |
| Eschenauer Hauptstraße 39 (Standort)                     | Ehemaliges Schmiedeanwesen                                      | Zweigeschossiges giebelständiges Satteldachhaus mit Schmiede, 18./19. Jahrhundert | D-5-72-121-93 Wikidata  | weitere Bilder       |
| Eschenauer Hauptstraße 39 (Standort)                     | Fachwerkscheune                                                 | mit steilem Satteldach, um 1850 | D-5-72-121-93           | BW                   |
| Eschenauer Hauptstraße 49 (Standort)                     | Wohnhaus                                                        | Zweigeschossiger, traufständiger Sandsteinquaderbau mit leicht vortretendem Mittelrisalit mit Zwerchhausgiebel und Satteldach, um 1850 | D-5-72-121-7 Wikidata   | weitere Bilder       |
| Herrengasse 1 (Standort)                                 | Wohnhaus                                                        | Zweigeschossiger traufständiger Sandsteinquaderbau mit Satteldach, erste Hälfte 19. Jahrhundert | D-5-72-121-8 Wikidata   | weitere Bilder       |
| Herrengasse 1 (Standort)                                 | Scheune                                                         | Fachwerkbau mit Satteldach, zum Teil Sandsteinquadermauerwerk, zweite Hälfte 19. Jahrhundert | D-5-72-121-8 Wikidata   | weitere Bilder       |
| Herrengasse 2 (Standort)                                 | Kleintierstall                                                  | Schmaler, zweigeschossiger Mansarddachbau mit Fachwerkobergeschoss, Anfang 19. Jahrhundert | D-5-72-121-9 Wikidata   | weitere Bilder       |
| Herrengasse 5 (Standort)                                 | Gasthof Weißer Löwe                                             | Großer zweigeschossiger giebelständiger Sandsteinquaderbau mit Steilsatteldach, 17. Jahrhundert | D-5-72-121-10 Wikidata  | weitere Bilder       |
| Herrengasse 5 (Standort)                                 | ehemalige Scheune                                               | Sandsteinquaderbau mit Satteldach und Aufzugsgaube mit Satteldach, um 1800 | D-5-72-121-10           | BW                   |
| Herrengasse 14 (Standort)                                | Wohnhaus, ehemaliges Badhaus des Marktes                        | Zweigeschossiger giebelständiger Halbwalmdachbau in Ecklage, Erdgeschoss Sandsteinquader, Obergeschoss Zierfachwerk, im Kern 17. Jahrhundert, Umbau 1769, später erweitert | D-5-72-121-11 Wikidata  | weitere Bilder       |
| Klingenstraße 2 (Standort)                               | Wohn- und Geschäftshaus                                         | Zweigeschossiger giebelständiger Sandsteinquaderbau mit Mansard-Halbwalmdach, 1807 | D-5-72-121-12 Wikidata  | weitere Bilder       |
| Klingenstraße 2 (Standort)                               | Scheune                                                         | Sandsteinquaderbau mit Schopfwalmdach, frühes 19. Jahrhundert | D-5-72-121-12 Wikidata  | BW                   |
| Marktplatz (Standort)                                    | Alte Kanzlei                                                    | Kleiner zweigeschossiger Sandsteinquaderbau mit Walmdach und rundbogigen Öffnungen im Erdgeschoss, spätes 19. Jahrhundert | D-5-72-121-20 Wikidata  | weitere Bilder       |
| Marktplatz 1 (Standort)                                  | Lehrerwohnhaus                                                  | Zweigeschossiger Sandsteinquaderbau mit Walmdach, um 1800 | D-5-72-121-13 Wikidata  | weitere Bilder       |
| Marktplatz 3 (Standort)                                  | Wohnhaus                                                        | Zweigeschossiger traufständiger Satteldachbau mit Sandsteinquader-Erdgeschoss und verputztem Fachwerkobergeschoss, 18./19. Jahrhundert | D-5-72-121-14 Wikidata  | weitere Bilder       |
| Marktplatz 7 (Standort)                                  | Ehemaliger Gasthof mit Brauerei: Haupthaus                      | zweigeschossiger giebelständiger Satteldachbau, Erdgeschoss mit Pilastergliederung, um 1800, Aufstockung spätes 19. Jahrhundert, rückwärtig angebaut Brauereiflügel, zweigeschossiger Mansarddachbau mit Sandsteinerd- und Fachwerkobergeschoss, erste Hälfte 19. Jahrhundert, nördlich angebaut Saal, eingeschossiger Sandsteinquaderbau mit Satteldach, spätes 19. Jahrhundert | D-5-72-121-16 Wikidata  | weitere Bilder       |
| Marktplatz 7 (Standort)                                  | Ehemaliger Gasthof mit Brauerei: Scheune                        | Sandsteinquaderbau mit Fachwerkgiebel und Satteldach, um 1800 | D-5-72-121-16           | weitere Bilder       |
| Marktplatz 9 (Standort)                                  | Wohnhaus                                                        | Breitgelagerter zweigeschossiger und giebelständiger Sandsteinquaderbau mit Satteldach und rundbogigem Portal, bezeichnet „1720“ | D-5-72-121-18 Wikidata  | weitere Bilder       |
| Marktplatz 14 (Standort)                                 | Evangelisch-lutherische Pfarrkirche, ehemals Sankt Bartholomäus | Saalbau: Sandsteinquaderbau mit Satteldach, eingezogenem Rechteckchor und massivem Turmaufsatz mit Spitzhelm, Chor und Teil der Westfront 14. Jahrhundert, Verbreiterung und Dachtragwerk des Langhauses 1472–74, Reparaturen im 16. Jahrhundert, Dachtragwerk des Chores vermutlich 18. Jahrhundert, Turmobergeschoss 1902, mit Ausstattung                                     | D-5-72-121-21 Wikidata  | weitere Bilder       |
| Schlosshof 14 (Standort)                                 | Wappenstein der Nürnberger Patrizierfamilie Muffel von Eschenau | Sandstein, 18. Jahrhundert | D-5-72-121-24 Wikidata  | weitere Bilder       |
| Schnaittacher Straße 38 a (Standort)                     | Friedhof: alter Teil                                            | | D-5-72-121-25 Wikidata  | Friedhof: alter Teil |
| Schnaittacher Straße 38 a (Standort)                     | Friedhof: Leichenhaus                                           | Sandsteinquaderbau mit Rundbogenfenstern, Zwerchhaus und Dachreiter mit welscher Haube, um 1890, mit Ausstattung | D-5-72-121-25 Wikidata  | weitere Bilder       |
| Schnaittacher Straße 38 a (Standort)                     | Friedhof: Friedhofsmauer                                        | Sandsteinquader, um 1900 | D-5-72-121-25 Wikidata  | BW                   |
| Turmgasse 1 (Standort)                                   | Rundturm                                                        | Mit Mansarddach und Portal, 16./18. Jahrhundert, 1840 aus Neunhof (Landkreis Nürnberger Land) an den gegenwärtigen Platz versetzt | D-5-72-121-26 Wikidata  | weitere Bilder       |
| Turmgasse 2, 4 (Standort)                                | Ehemalige Kapelle, jetzt Wohnhaus                               | Eingeschossiger Massivbau mit Resten der ehemaligen Nikolauskapelle des 15. Jahrhunderts, zum Wohnhaus umgebaut 1823 | D-5-72-121-27 Wikidata  | weitere Bilder       |
| Turmgasse 9 (Standort)                                   | Wohnhaus                                                        | Eingeschossiger Sandsteinquaderbau mit Frackdach und zwei Zwerchhäusern, zweite Hälfte 19. Jahrhundert | D-5-72-121-28 Wikidata  | weitere Bilder       |
| Von-Muffel-Platz 1 (Standort)                            | Ehemaliges Muffelsches Schloss                                  | Zweigeschossiger Sandsteinquaderbau mit Satteldach und hohem Kellergeschoss, im Kern Turmhügelburg, erste Hälfte des 11. Jahrhunderts, nach Zerstörungen wiedererrichtet 1512–18 und 1603–12, vereinfachter Wiederaufbau nach Brand 1843 | D-5-72-121-98 Wikidata  | weitere Bilder       |
| Von-Muffel-Platz 3 (Standort)                            | Wohnhaus, sogenanntes „Nebenschlösschen“                        | zweigeschossiger Walmdachbau mit eingeschossigem Satteldachanbau, im Kern Anfang 16. Jh., Umbau 18. Jh. | D-5-72-121-98           | BW                   |
| Von-Muffel-Platz 1, 2, 3 (Standort)                      | Befestigungsmauer                                               | Reste der Burgmauer und befestigten Bastionen; nordwestlich des Schlosses | D-5-72-121-98           | BW                   |

### Forth
| Lage                               | Objekt                                                                                      | Beschreibung | Akten-Nr.              | Bild           |
| ---------------------------------- | ------------------------------------------------------------------------------------------- | --- | ---------------------- | -------------- |
| Bügstraße 2 (Standort)             | Wohnhaus                                                                                    | Zweigeschossiger Sandsteinquaderbau mit Satteldach, im Wappen bezeichnet „1837“                                                     | D-5-72-121-50 Wikidata | weitere Bilder |
| Forther Hauptstraße 27 (Standort)  | Wohnhaus                                                                                    | Zweigeschossiger traufständiger Sandsteinquaderbau mit Satteldach und Gesimsgliederung, Mitte 19. Jahrhundert                       | D-5-72-121-53 Wikidata | weitere Bilder |
| Forther Hauptstraße 33 (Standort)  | Ehemaliges Bünausches Amtshaus, ab 1749 Herrenhaus des Heinrich von Bünau, ab 1802 Gasthaus | Zweigeschossiger Walmdachbau aus Sandsteinquadern mit Ecklisenen, zum Teil verputzt                                                 | D-5-72-121-55 Wikidata | weitere Bilder |
| Forther Hauptstraße 33 (Standort)  | Scheune                                                                                     | Sandsteinquaderbau mit Satteldach und Hopfengaube, um 1860                                                                          | D-5-72-121-55 Wikidata | BW             |
| Forther Hauptstraße 39 (Standort)  | Wohnhaus                                                                                    | Zweigeschossiger traufständiger Sandsteinquaderbau mit Satteldach und Geschossgesims, Mitte 19. Jahrhundert                         | D-5-72-121-57 Wikidata | weitere Bilder |
| Forther Hauptstraße 40 (Standort)  | Wohnhaus                                                                                    | Zweigeschossiger traufständiger Sandsteinquaderbau mit Satteldach, Mitte 19. Jahrhundert                                            | D-5-72-121-58 Wikidata | weitere Bilder |
| Forther Hauptstraße 47 (Standort)  | Mehrfamilienhaus, ehemals jüdisches Wohnhaus                                                | zweigeschossiger, giebelständiger Sandsteinquaderbau mit Satteldach, 1757/59 (dendrochronologisch datiert), Fachwerkgiebel erneuert | D-5-72-121-125         | BW             |
| Forther Hauptstraße 49 (Standort)  | Wohnhaus                                                                                    | Zweigeschossiger traufständiger Sandsteinquaderbau mit Satteldach und Geschossgesims, Mitte 19. Jahrhundert                         | D-5-72-121-59 Wikidata | weitere Bilder |
| Forther Hauptstraße 58 (Standort)  | Ehemaliges Gasthaus                                                                         | Zweigeschossiger giebelständiger Satteldachbau, 18. Jahrhundert                                                                     | D-5-72-121-60 Wikidata | weitere Bilder |
| Forther Hauptstraße 56 (Standort)  | Scheune                                                                                     | Sandsteinquaderbau mit Satteldach und Toreinfahrten, erste Hälfte 19. Jahrhundert                                                   | D-5-72-121-60 Wikidata | BW             |
| Forther Hauptstraße 61 (Standort)  | Wohnhaus                                                                                    | Eingeschossiger traufständiger Sandsteinquaderbau mit Satteldach, erste Hälfte 19. Jahrhundert                                      | D-5-72-121-61 Wikidata | weitere Bilder |
| Martin-Luther-Straße 1 (Standort)  | Wohnhaus                                                                                    | Zweigeschossiger traufseitiger Satteldachbau mit Sandsteinquadererdgeschoss und Fachwerkobergeschoss und -giebel, 1796              | D-5-72-121-62 Wikidata | weitere Bilder |
| Martin-Luther-Straße 4 (Standort)  | Ehemalige Scheune                                                                           | Breitgelagerter, eingeschossiger Satteldachbau mit Giebelfront aus Sandsteinquadern, bezeichnet „1749“                              | D-5-72-121-63 Wikidata | BW             |
| Martin-Luther-Straße 12 (Standort) | Wohnhaus                                                                                    | Zweigeschossiger traufständiger Sandsteinquaderbau mit Satteldach und Gesimsgliederung, Mitte 19. Jahrhundert                       | D-5-72-121-64 Wikidata | weitere Bilder |
| Martin-Luther-Straße 18 (Standort) | Evangelisch-lutherische Pfarrkirche Sankt Anna                                              | Saalbau mit dreiseitigem Chorschluss und Fassadenturm mit Pyramidendach, errichtet 1520, erneuert 1731, Turm 1962, mit Ausstattung  | D-5-72-121-65 Wikidata | weitere Bilder |
| Martin-Luther-Straße 18 (Standort) | Kirchhofbefestigung                                                                         | Sandsteinquadermauer, 16. Jahrhundert                                                                                               | D-5-72-121-65          | BW             |

### Frohnhof
| Lage                                | Objekt        | Beschreibung | Akten-Nr.              | Bild           |
| ----------------------------------- | ------------- | --- | ---------------------- | -------------- |
| Frohnhofer Hauptstraße 3 (Standort) | Wohnstallhaus | Eingeschossiger Satteldachbau, bezeichnet „1840“                                                                         | D-5-72-121-68 Wikidata | weitere Bilder |
| Hienbergstraße 2 (Standort)         | Wohnhaus      | Zweigeschossiger Satteldachbau, Erdgeschoss Sandsteinquader, Obergeschoss verputztes Fachwerk, bezeichnet „FKM 1822“ (?) | D-5-72-121-69 Wikidata | weitere Bilder |

### Herpersdorf
| Lage                                   | Objekt     | Beschreibung                                                                                              | Akten-Nr.              | Bild       |
| -------------------------------------- | ---------- | --- | ---------------------- | ---------- |
| Herpersdorfer Hauptstraße 4 (Standort) | Bauernhaus | Eingeschossiger giebelständiger Satteldachbau mit Schopfwalm, zum Teil massiv, zum Teil in Fachwerk, 1822 | D-5-72-121-70 Wikidata | Bauernhaus |
| Herpersdorfer Hauptstraße 6 (Standort) | Scheune    | Fachwerkbau mit Steilsatteldach, 18. Jahrhundert                                                          | D-5-72-121-70 Wikidata | BW         |

### Illhof
| Lage                                       | Objekt   | Beschreibung                                                            | Akten-Nr.              | Bild     |
| ------------------------------------------ | -------- | ----------------------------------------------------------------------- | ---------------------- | -------- |
| Illhof, gegenüber Haus Nummer 1 (Standort) | Kruzifix | farbig gefasste Holzskulptur des Gekreuzigten, späteres 19. Jahrhundert | D-5-72-121-71 Wikidata | Kruzifix |

### Marquardsburg
| Lage                            | Objekt                                            | Beschreibung                                                               | Akten-Nr.              | Bild                                              |
| ------------------------------- | ------------------------------------------------- | -------------------------------------------------------------------------- | ---------------------- | ------------------------------------------------- |
| Marquardsburg 1, 2 (Standort)   | Herrensitz der Nürnberger Patrizierfamilie Muffel | Zweigeschossiger Werksteinbau mit Walmdach, 1716, stark verändert          | D-5-72-121-72 Wikidata | Herrensitz der Nürnberger Patrizierfamilie Muffel |
| Marquardsburg 4, 4 a (Standort) | Wirtschaftsgebäude                                | Eingeschossiger langgestreckter Satteldachbau, wohl Anfang 18. Jahrhundert | D-5-72-121-73 Wikidata | BW                                                |

### Mausgesees
| Lage                    | Objekt        | Beschreibung                                                                                      | Akten-Nr.              | Bild           |
| ----------------------- | ------------- | ------------------------------------------------------------------------------------------------- | ---------------------- | -------------- |
| Mausgesees 1 (Standort) | Scheune       | Fachwerkbau mit Satteldach, spätes 17./frühes 18. Jahrhundert, erweitert nach 1821                | D-5-72-121-74 Wikidata | Scheune        |
| Mausgesees 1 (Standort) | Kruzifixus    | Kruzifixus: Holzkreuz mit farbig gefasstem Corpus, wohl erste Hälfte 19. Jahrhundert, am Wohnhaus | D-5-72-121-74 Wikidata | weitere Bilder |
| Mausgesees 2 (Standort) | Wohnstallhaus | Eingeschossiger Sandsteinquaderbau mit Satteldach und Zwerchhaus                                  | D-5-72-121-75 Wikidata | weitere Bilder |

### Oberschöllenbach
| Lage                                                                                   | Objekt                           | Beschreibung | Akten-Nr.              | Bild                            |
| -------------------------------------------------------------------------------------- | -------------------------------- | --- | ---------------------- | ------------------------------- |
| Naabstraße 2 (Standort)                                                                | Wohnstallhaus                    | Eingeschossiger Fachwerkbau mit viergeschossigem Satteldach, 1784, 1842 zum Doppelhaus quergeteilt und westlicher Teil in Sandsteinquadern erneuert | D-5-72-121-99 Wikidata | weitere Bilder                  |
| Naabstraße 2 (Standort)                                                                | Scheune                          | Zugehörige Fachwerkscheune, erste Hälfte 19. Jahrhundert | D-5-72-121-99 Wikidata | BW                              |
| Naabstraße 5 (Standort)                                                                | Kleinhaus, ehemaliges Hirtenhaus | Eingeschossiger traufständiger Fachwerkbau mit Satteldach, wohl 18. Jahrhundert | D-5-72-121-76 Wikidata | weitere Bilder                  |
| Oberschöllenbacher Hauptstraße 2 (Standort)                                            | Ehemaliger Herrensitz            | Zweigeschossiger Satteldachbau, Obergeschoss und Ostgiebel Fachwerk, im westlichen Sandsteingiebel bezeichnet „1643“, sonst wohl zweite Hälfte 18. Jahrhundert, verputzt | D-5-72-121-77 Wikidata | Ehemaliger Herrensitz           |
| Oberschöllenbacher Hauptstraße 2 (Standort)                                            | Nebengebäude                     | 19. Jahrhundert | D-5-72-121-77 Wikidata | BW                              |
| Oberschöllenbacher Hauptstraße 3 (Standort)                                            | Kleinbauernanwesen: Wohnhaus     | eingeschossiger giebelständiger Satteldachbau mit Fachwerkgiebel, 18./frühes 19. Jahrhundert | D-5-72-121-78 Wikidata | weitere Bilder                  |
| Oberschöllenbacher Hauptstraße 3 (Standort)                                            | Kleinbauernanwesen: Scheune      | Fachwerkbau mit steilem Satteldach und Holzlege, zweite Hälfte 19. Jahrhundert | D-5-72-121-78 Wikidata | BW                              |
| Oberschöllenbacher Hauptstraße 5 (Standort)                                            | Bauernhaus                       | Zweigeschossiger traufständiger Sandsteinquaderbau mit Satteldach und Kniestock, 18. Jahrhundert, Aufstockung 1925 | D-5-72-121-79 Wikidata | weitere Bilder                  |
| Oberschöllenbacher Hauptstraße 5 (Standort)                                            | Einfriedung                      | Sandsteinquadermauer mit profilierten Torpfeilern mit Kugelbekrönung und Ornamenteisengitterzaun, 18./19. Jahrhundert | D-5-72-121-79 Wikidata | BW                              |
| Oberschöllenbacher Hauptstraße 7 (Standort)                                            | Bauernhaus                       | Zweigeschossiger traufständiger Sandsteinquaderbau mit Satteldach und Hopfengauben, zweite Hälfte 19. Jahrhundert | D-5-72-121-81 Wikidata | weitere Bilder                  |
| Oberschöllenbacher Hauptstraße 9 (Standort)                                            | Bauernanwesen: Wohnhaus          | eingeschossiger, traufständiger Sandsteinquaderbau mit Satteldach und Gaubenband, 19. Jahrhundert | D-5-72-121-83 Wikidata | weitere Bilder                  |
| Oberschöllenbacher Hauptstraße 9 (Standort)                                            | Bauernanwesen: Scheune           | Satteldachbau, zweigeschossiger Sandsteinquaderbau mit Satteldach, Obergeschoss zum Teil Fachwerk, zweite Hälfte 19. Jahrhundert | D-5-72-121-83 Wikidata | BW                              |
| Oberschöllenbacher Hauptstraße 9 (Standort)                                            | Bauernanwesen: Nebengebäude      | zweigeschossiger Fachwerkbau mit Satteldach, östlich eingeschossiger Aandsteinquaderanbau mit Satteldach, zweite Hälfte 19. Jahrhundert | D-5-72-121-83 Wikidata | BW                              |
| Oberschöllenbacher Hauptstraße 14 (Standort)                                           | Hofeinfahrt                      | Barocke Rechteckpfosten mit Radabweisern und Kugelaufsätzen, 18. Jahrhundert (zum Bauernanwesen gehörig) | D-5-72-121-84 Wikidata | weitere Bilder                  |
| Rheinstraße 2 (Standort)                                                               | Kleinbauernhaus                  | eingeschossiger, traufseitiger Fachwerkbau mit Satteldach und Sandsteingiebel, dendrochronologisch datiert 1548/49, Umbau und Versteinerung dendrochronologisch datiert 1772/74, quergestellt Stallanbau, eingeschossiger Ziegelsteinbau mit Satteldach und Schopf, um 1900 | D-5-72-121-86 Wikidata | weitere Bilder                  |
| Rheinstraße 2 (Standort)                                                               | Wappenstein                      | an der östliche Giebelseite, farbig gefasstes Relief eines Löwen, bezeichnet „1720“ | D-5-72-121-86 Wikidata | BW                              |
| Lehmenlöcher, bei der Kreisstraße ERH 6 zwischen Oberschöllenbach und Brand (Standort) | Ruhstein, sogenannter Hirnstein  | Von Pfarrer Johann David Hirn gesetzte Sandsteinplatte, bezeichnet „1685“ | D-5-72-121-96 Wikidata | Ruhstein, sogenannter Hirnstein |

### Oedhof
| Lage                | Objekt    | Beschreibung                                                                   | Akten-Nr.              | Bild      |
| ------------------- | --------- | ------------------------------------------------------------------------------ | ---------------------- | --------- |
| Oedhof 6 (Standort) | Kleinhaus | Kleinhaus mit Badstube und Zwerchhaus, wohl zweite Hälfte 18. Jahrhundert      | D-5-72-121-87 Wikidata | Kleinhaus |
| Oedhof 7 (Standort) | Kruzifix  | Kreuz und Corpus aus Holz, wohl erste Hälfte 19. Jahrhundert, am Bauernanwesen | D-5-72-121-88 Wikidata | BW        |

### Unterschöllenbach
| Lage                                         | Objekt                   | Beschreibung                                                             | Akten-Nr.              | Bild    |
| -------------------------------------------- | ------------------------ | ------------------------------------------------------------------------ | ---------------------- | ------- |
| Unterschöllenbacher Hauptstraße 3 (Standort) | Ehemaliges Wohnstallhaus | Fachwerk, über dem Wohnteil Frackdach, wohl erste Hälfte 19. Jahrhundert | D-5-72-121-89 Wikidata | BW      |
| Unterschöllenbacher Hauptstraße 7 (Standort) | Scheune                  | Fachwerkbau mit Steilsatteldach, zweite Hälfte 18. Jahrhundert           | D-5-72-121-90 Wikidata | Scheune |

## Ehemalige Baudenkmäler
In diesem Abschnitt sind Objekte aufgeführt, die früher einmal in der Denkmalliste eingetragen waren, jetzt aber nicht mehr. Objekte, die in anderem Zusammenhang – also z. B. als Teil eines Baudenkmals – weiter eingetragen sind, sollen hier nicht aufgeführt werden. Aktennummern in diesem Abschnitt sind ehemalige, jetzt nicht mehr gültige Aktennummern.

| Lage                                                       | Objekt           | Beschreibung                                                                             | Akten-Nr.              | Bild |
| ---------------------------------------------------------- | ---------------- | ---------------------------------------------------------------------------------------- | ---------------------- | ---- |
| Eschenau nahe der Brandermühle an der Straße nach Forth () | Zwei Steinkreuze |                                                                                          | D-5-72-121-29 Wikidata |      |
| Forth Forther Hauptstraße 28 (Standort)                    | Wohnhaus         | Zweigeschossiger traufständiger Sandsteinquaderbau mit Satteldach, Mitte 19. Jahrhundert | D-5-72-121-54          | BW   |
| Forth Schlossplatz 1 ()                                    | Gesundbrunnen    | 18. Jahrhundert, siehe Schloss Büg, ehemaliges Rittergut                                 | D-5-72-121-66 Wikidata |      |

## Abgegangene Baudenkmäler
In diesem Abschnitt sind Objekte aufgeführt, die früher einmal in der Denkmalliste eingetragen waren, jetzt aber nicht mehr existieren, z. B. weil sie abgebrochen wurden. Aktennummern in diesem Abschnitt sind ehemalige, jetzt nicht mehr gültige Aktennummern.

| Lage                                                                              | Objekt                         | Beschreibung | Akten-Nr.              | Bild           |
| --------------------------------------------------------------------------------- | ------------------------------ | --- | ---------------------- | -------------- |
| Eschenau Bahnhofstraße 18 (Standort)                                              | Bahnhof, Stationsgebäude       | Asymmetrische Satteldachgruppe, um 1907/08; 1999 abgebrochen | D-5-72-121-92 Wikidata | BW             |
| Forth Bügstraße 1, Martin-Luther-Straße 20 (Standort)                             | Ehemaliger Bauernhof, Wohnhaus | Zweiflügeliger Bau mit Fachwerk über Sandstein, im Kern erdgeschossiges Wohnstallhaus des 18. Jahrhunderts, mit Ausbauten des 19. Jahrhunderts wurde abgebrochen | D-5-72-121-94 Wikidata | BW             |
| Forth Bügstraße 12 (Standort)                                                     | Kleiner Wohnstallbau           | 18./19. Jahrhundert wurde abgebrochen | D-5-72-121-51 Wikidata | BW             |
| Forth Forther Hauptstraße 61 a (Standort)                                         | Scheune                        | 18. Jahrhundert wurde abgebrochen | D-5-72-121-61 Wikidata | BW             |
| Illhof Brandschläge; rund 900 m südwestlich von Freiröttenbach im Wald (Standort) | Fraischstein                   | Sandstein mit Wappen von Nürnberg und Rothenberg, 1523/1540 existiert nicht mehr                                                                                 | D-5-72-121-121         | Fraischstein   |
| Oberschöllenbach Oberschöllenbacher Hauptstraße 8 (Standort)                      | Bauernhaus                     | Sandsteinquaderbau, 19. Jahrhundert, am Giebel eingemauerter Stein bezeichnet „1763“ wurde abgebrochen                                                           | D-5-72-121-82 Wikidata | BW             |
| Unterschöllenbach Unterschöllenbacher Hauptstraße 16 (Standort)                   | Backhaus                       | Kleiner Sandsteinquaderbau mit Fachwerkgiebel und Satteldach, 1835 wurde abgebrochen                                                                             | D-5-72-121-91 Wikidata | weitere Bilder |